# Henicops howensis
Henicops howensis är en mångfotingart som beskrevs av Edgecombe 2004. Henicops howensis ingår i släktet Henicops och familjen fåögonkrypare. Inga underarter finns listade i Catalogue of Life.